# Alkazar (wydawnictwo)
Alkazar – polskie wydawnictwo wydające literaturę science fiction, działające w latach 1992-1995.

## Historia
Wydawnictwo zostało założone w 1992 przez Wiktora Bukato i Marka Motyla, którzy pracowali wcześniej w warszawskim oddziale Phantom Press International, po tym, jak ich macierzyste wydawnictwo zamknęło warszawską filię.
Pierwszymi książkami Alkazaru były wydane w 1992 we współpracy z Fenix Publications Oko czapli Ursuli K. Le Guin i Neuromancer Williama Gibsona. Następnie ukazały się m.in. zbiory opowiadań Ursuli k. Le Guin Dziewczyny Buffalo i inne zwierzęce obecności i Nowa Atlantyda oraz Roberta Sheckleya Odłamki kosmosu i Magazyn nieskończoności, a także powieści Aleja Potępienia Rogera Zelazny’ego, Twórcy bogów Franka Herberta, A teraz zaczekaj na zeszły rok Philipa K. Dicka, Gwiazdy należą do nas Andre Norton. 451 stopni Fahrenheita Raya Bradbury’ego, Pieśni dalekiej Ziemi i Młot Boga Arthura C. Clarke’a. Łącznie wydano 15 książek własnych i trzy we współpracy z innymi wydawcami. Większość edycji było pierwszymi wydaniami w Polsce (poza powieścią Raya Bradbury’ego i Aleją Potępienia wcześniej publikowaną w miesięczniku Fantastyka).
Pierwsze dziesięć książek ukazało się w charakterystycznej różowej okładce z półokładką, w formacie kieszonkowym.